# كولت مورتون
كولت مورتون (بالإنجليزية: Colt Morton)‏ هو لاعب كرة قاعدة أمريكي، ولد في 10 أبريل 1982 في فورت لودرديل في الولايات المتحدة.

## وصلات خارجية
- كولت مورتون على موقع دوري كرة القاعدة الرئيسي (الإنجليزية)
- كولت مورتون على موقعبيزبول رفرنس.كوم (الدوري الرئيسي) (الإنجليزية)
- كولت مورتون على موقع إي إس بي إن.كوم (أم.أل.بي) (الإنجليزية)
- كولت مورتون على موقع مشجعي الرسوم البيانية (الإنجليزية)